# Garance Pardigon
Pour les articles homonymes, voir Pardigon.
Garance Pardigon, née le 12 mai 1991, est une journaliste et chroniqueuse française qui exerce sur TF1. De mars 2020 à décembre 2023, chaque soir dans le journal du 20 heures de TF1, présenté, en semaine, par Gilles Bouleau, elle répond aux questions posées par les téléspectateurs. En janvier 2024, elle rejoint l'équipe de Bruce Toussaint pour assurer des journaux d'info dans l'émission  Bonjour ! La Matinale TF1.

## Biographie

### Formation
Passionnée dès la classe de sixième au collège Paul Bert de Chatou par le journalisme, elle tient alors un journal, Le Caneton déchaîné, derivé du journal Le Canard enchaîné dans lequel elle tient des chroniques sur le cinéma et la littérature.
Garance Pardigon, après son Baccalauréat économique et social et sa licence d'économie à université Paris Dauphine – PSL, fait ses études au sein de l'École supérieure de journalisme de Lille dont elle sort diplômée en juin 2014. Elle obtient sa première carte de presse en 2015.
Elle entre en stage à TF1 et est affectée au bureau de Metz de la chaîne, faisant des reportages pour Jean-Pierre Pernaut.
De janvier 2017 à février 2019, elle s'occupe de la rubrique Eco-Conso de la rédaction de Boulogne-Billancourt, puis à partir de mars 2019 de la rubrique environnement.

### Carrière
En mars 2020, elle intègre le journal de 20 heures de TF1 présenté par Gilles Bouleau, le jour où le président de la République Emmanuel Macron annonce le premier confinement. Elle est chargée d'une nouvelle rubrique, Le 20 heures vous répond, pour répondre aux questions des téléspectateurs sur l'actualité.
À la suite du succès de sa rubrique, une version analogue est mise en place au journal de 13 heures de TF1 tant avec Jacques Legros que  Marie-Sophie Lacarrau où Thierry Coiffier  vient répondre, dans la rubrique le 13 heures à vos côtés, aux questions des téléspectateurs à la façon dont Garance Pardigon le fait au 20h.
La journaliste reçoit entre 150 et 300 questions par jour, elle les sélectionne en fonction de l'actualité. Pour recueillir ces interrogations, la rédaction de TF1 a développé un concept inédit : un code QR qui permet aux téléspectateurs d'enregistrer une vidéo pour poser leurs questions à l'antenne. Ce QR code a été récompensé par un prix de l'innovation.
En 2022, elle est invitée sur Radio Liberté par des étudiants à la semaine de la presse pour une interview dans laquelle elle détaille son parcours scolaire et universitaire.
Durant la Coupe du monde de football 2022, soit à compter du 20 novembre 2022, le journal télévisé de TF1 est avancé à 19h15 dans une version écourtée et qui suspend provisoirement la rubrique “Le 20H00 vous répond”. Elle revient le 7 décembre 2022. Ses participations ont lieu du lundi au jeudi soir comme celles de Gilles Bouleau.
Fin 2023, il est annoncé que Garance Pardigon participera à une émission matinale de TF1. Elle fait ses adieux au journal de 20 heures le jeudi 21 décembre 2023,.
Garance Pardigon a postulé auprès de Thierry Thuillier pour participer à  l'émission  Bonjour ! La Matinale TF1 de Bruce Toussaint,, dans laquelle elle présente des infos toutes les trente minutes durant cinq journaux. L'émission commence le 8 janvier 2024. Parmi l'équipe qu'elle rejoint se trouve Benjamin Muller, qui pour l'occasion quitte l'émission de France 2 La Maison des Maternelles. Garance Pardigon est la benjamine de l'équipe.
Garance Pardigon présente aussi sur « Les matins de LCI » sur la chaîne info de TF1 où elle a remplacé Anne-Chloé Bottet.

## Résumé de carrière audiovisuelle

### À la télévision
- 2020-2023 : journal de 20 heures de TF1
- Depuis 2024 :  Bonjour ! La Matinale TF1

## Vie privée
Elle est la fille de la sculptrice Sylvie Pardigon.
Elle est mariée avec Mathieu Habasque, reporter.
Garance Pardigon est mère d'un enfant, Joseph.
Garance attend un deuxième enfant grossesse annoncée en avril 2025. Elle a eu une fille, Suzanne, le 29 mai 2025.